# Atlantska Plovidba
Atlantska Plovidba est une entreprise croate faisant partie du CROBEX, le principal indice boursier de la bourse de Zagreb. L'entreprise, fondée à Dubrovnik en 1955, possède une flotte de bateaux (vraquiers, navires transporteurs de colis lourds, caboteurs).